# Торонг-Ла
Торонг-Ла (также Тронг-Ла, Торунг-Ла, непальск. थोराङला) — перевал в горном массиве Дамодар-Гимал на севере центральной части Непала.
Перевал находится на высоте 5416 м в седловине между пиками Якава-Канг (6482 м) и Катунг-Канг (6484 м). Тропа, проходящая через Торонг-Ла, соединяет административные районы Мананг и Мустанг, расположенные, соответственно, восточнее и западнее перевала. Тропа регулярно используется местными торговцами, а также туристами — перевал Торонг-Ла является наивысшей точкой горного туристского маршрута «Трек вокруг Аннапурны».
В верхней точке перевала в окружении буддистских молитвенных флагов установлены небольшая ступа и табличка с надписью, приветствующей взошедших на перевал. Рядом находится чайный домик, работающий в туристический сезон.
Климат разделённых перевалом территорий заметно различается — западная область (верховья реки Кали-Гандаки) засушливая, растительность здесь практически отсутствует — что контрастирует с поросшей лесами долиной реки Марсъянди на восточной стороне перевала.
Торонг-Ла — достаточно высокий перевал, восхождение на него может вызвать горную болезнь у человека, не прошедшего акклиматизации к условиям высокогорья.

## Туризм
Ежегодно перевал Торонг-Ла проходят около 20 000 туристов, путешествующих по пешему маршруту «Трек вокруг Аннапурны». Большинство туристов предпочитает преодолевать этот маршрут в направлении с востока на запад, соответственно, поднимаясь на Торонг-Ла по восточному склону и спускаясь по западному. Путь в противоположном направлении сложнее — в этом случае тропа быстрее набирает высоту, что требует большей выносливости, а также увеличивает вероятность развития горной болезни.
На восточном склоне перевала расположены два туристических лагеря — Торонг-Педи (4420 м) и Верхний Лагерь (4900 м, зимой и в сезон дождей летом этот лагерь обычно закрыт), где туристы ночуют перед восхождением на Торонг-Ла.
Наиболее благоприятные и безопасные по погодным условиям сезоны для восхождения на Торонг-Ла — весна и осень. Перевал рекомендуется проходить утром, так как в дневное время там часто поднимается сильный ветер, до штормового. Обычно, туристы начинают восхождение в 4 часа утра из Торонг Педи или в 6 часов утра из Верхнего Лагеря. Путь от Верхего Лагеря до высшей точки перевала занимает около 2,5 — 3 часов.

## Происшествия
- 14 октября 2014 года района горных массивов Аннапурна, Манаслу и Дхаулагири достиг циклон Худхуд, что привело к аномально сильному снегопаду и последующим лавинам. В результате непогоды на перевале Торонг-Ла погибло и пропало без вести более 30 человек. Несколько сотен туристов оказались заблокированы снегом в Торонг-Педи, Верхнем Лагере и у озера Тиличо. Для эвакуации людей применялись вертолёты[4]

## Галерея

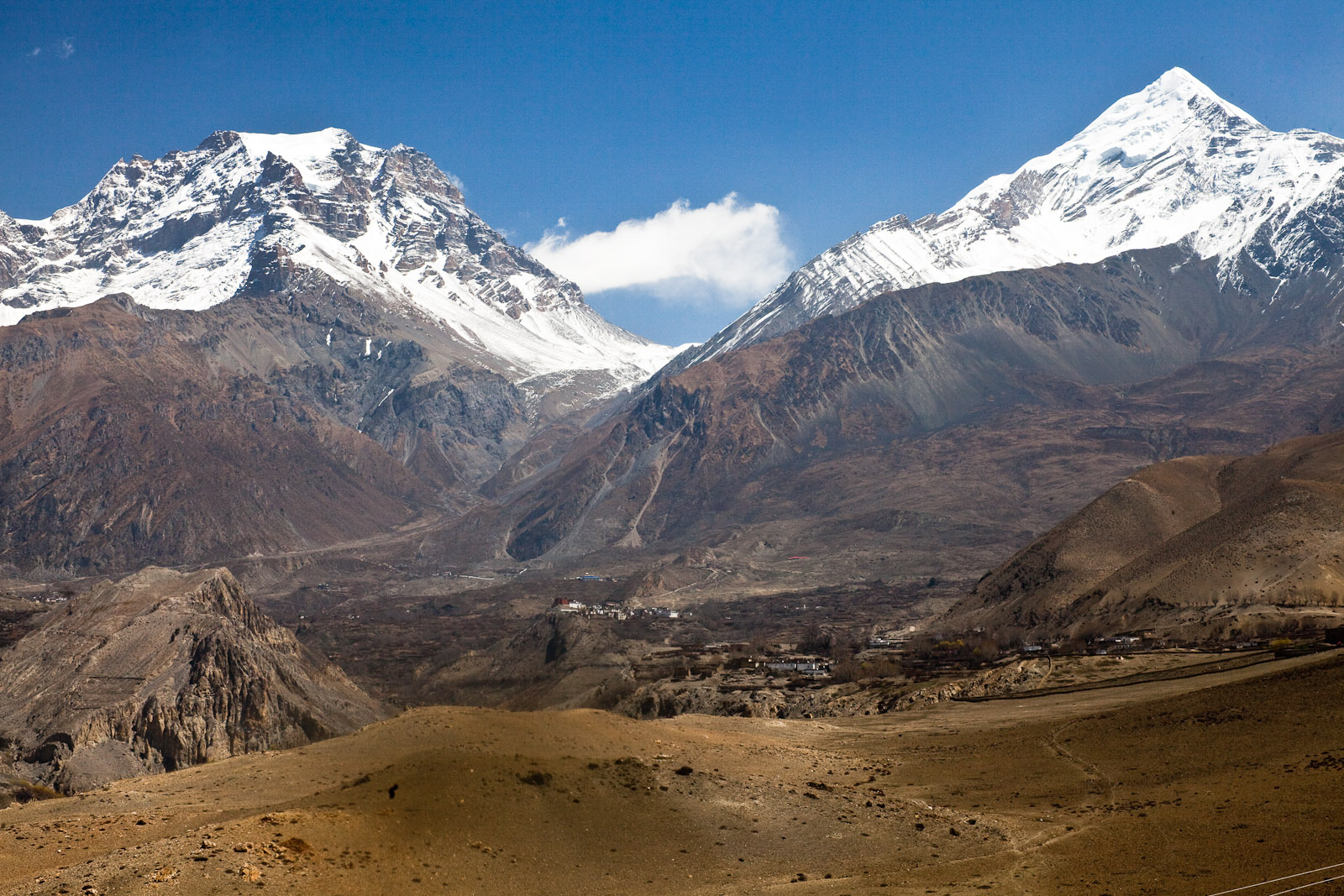
Горы Якава-Канг (слева) и Катунг-Канг (справа), между ними — перевал Торонг-Ла. Вид с запада
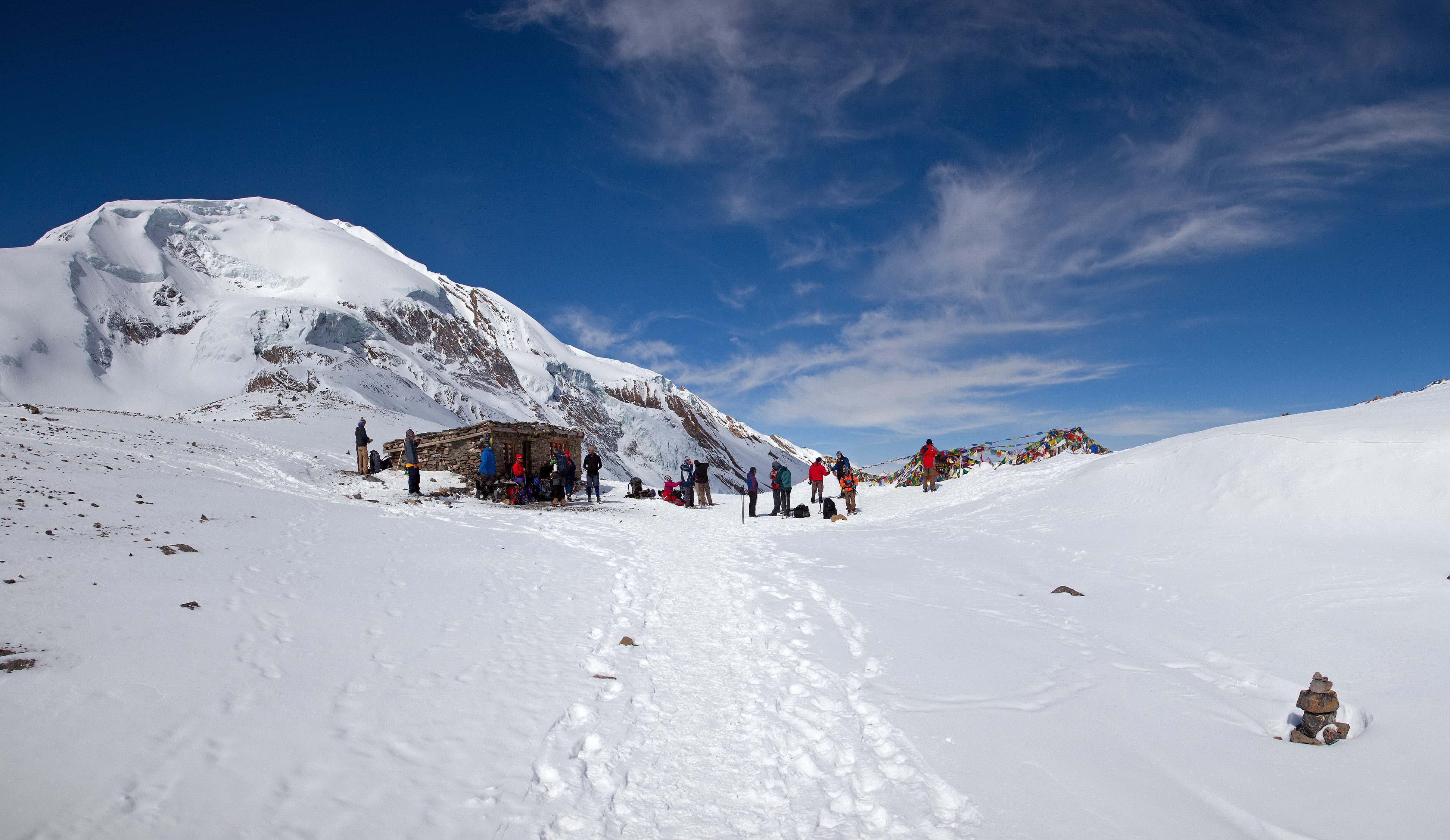
Чайный домик на перевале Торонг-Ла
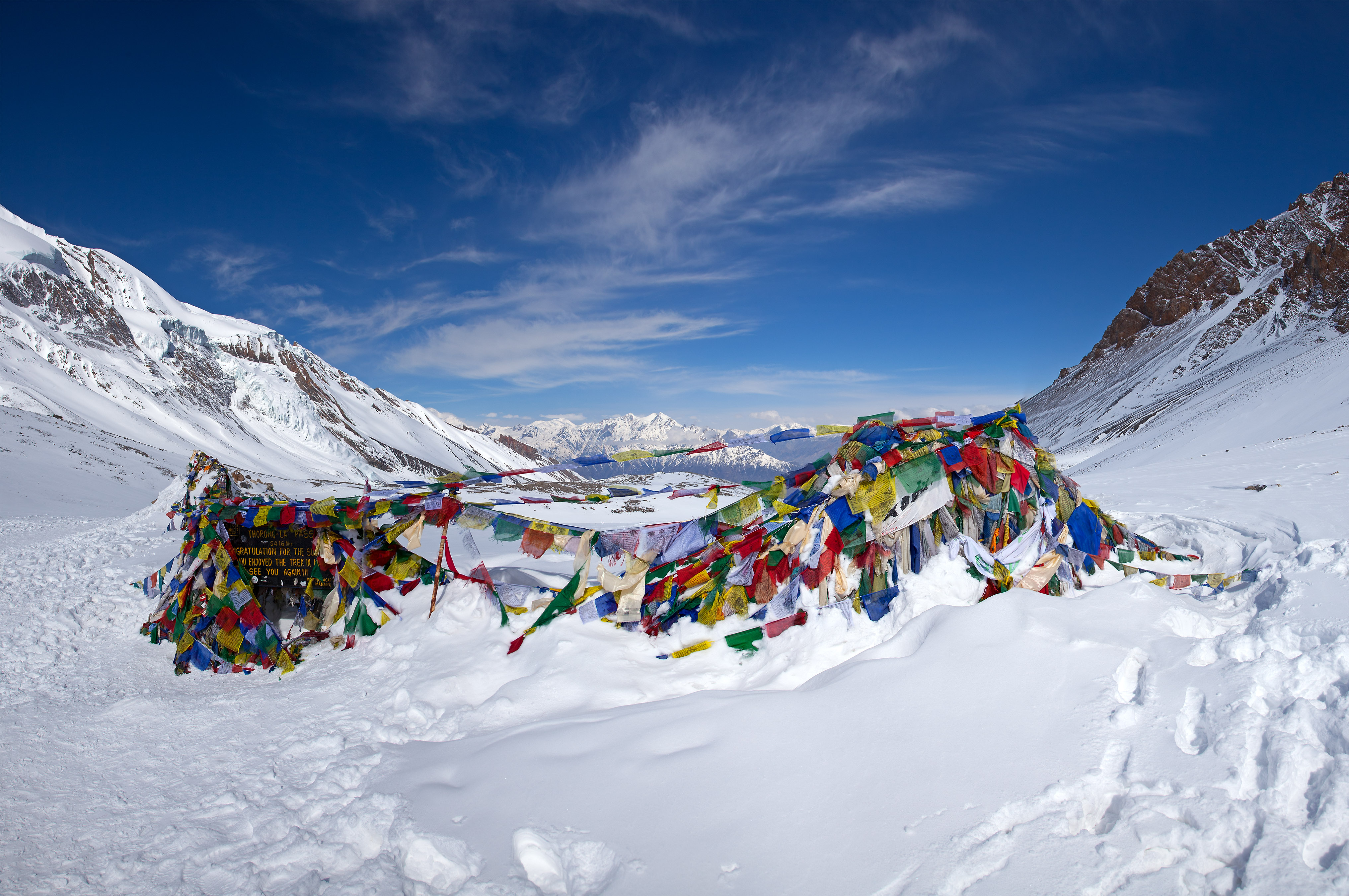
Торонг-Ла. Приветственная табличка с молитвенными флагами
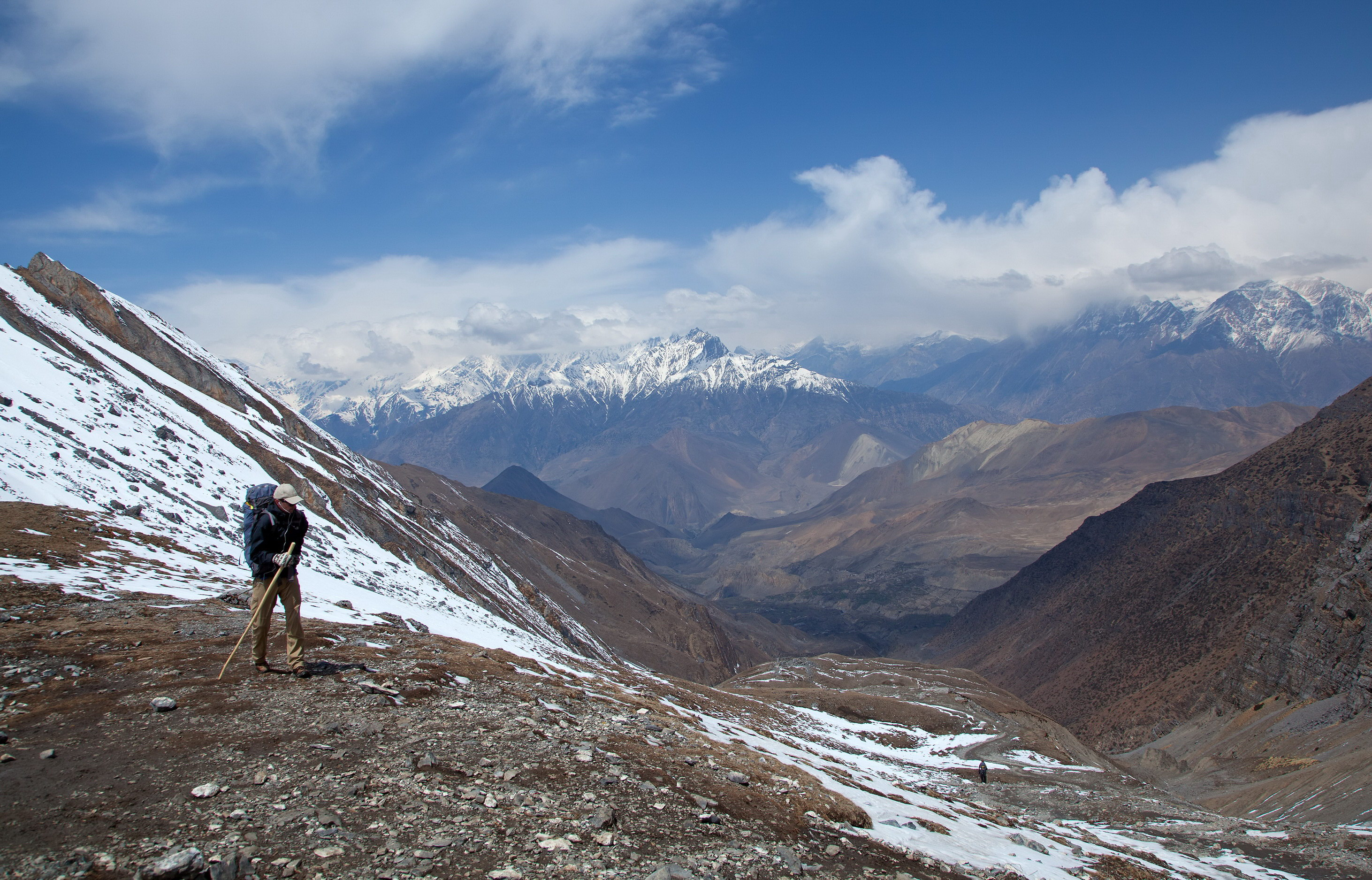
Спуск по западному склону Торонг-Ла
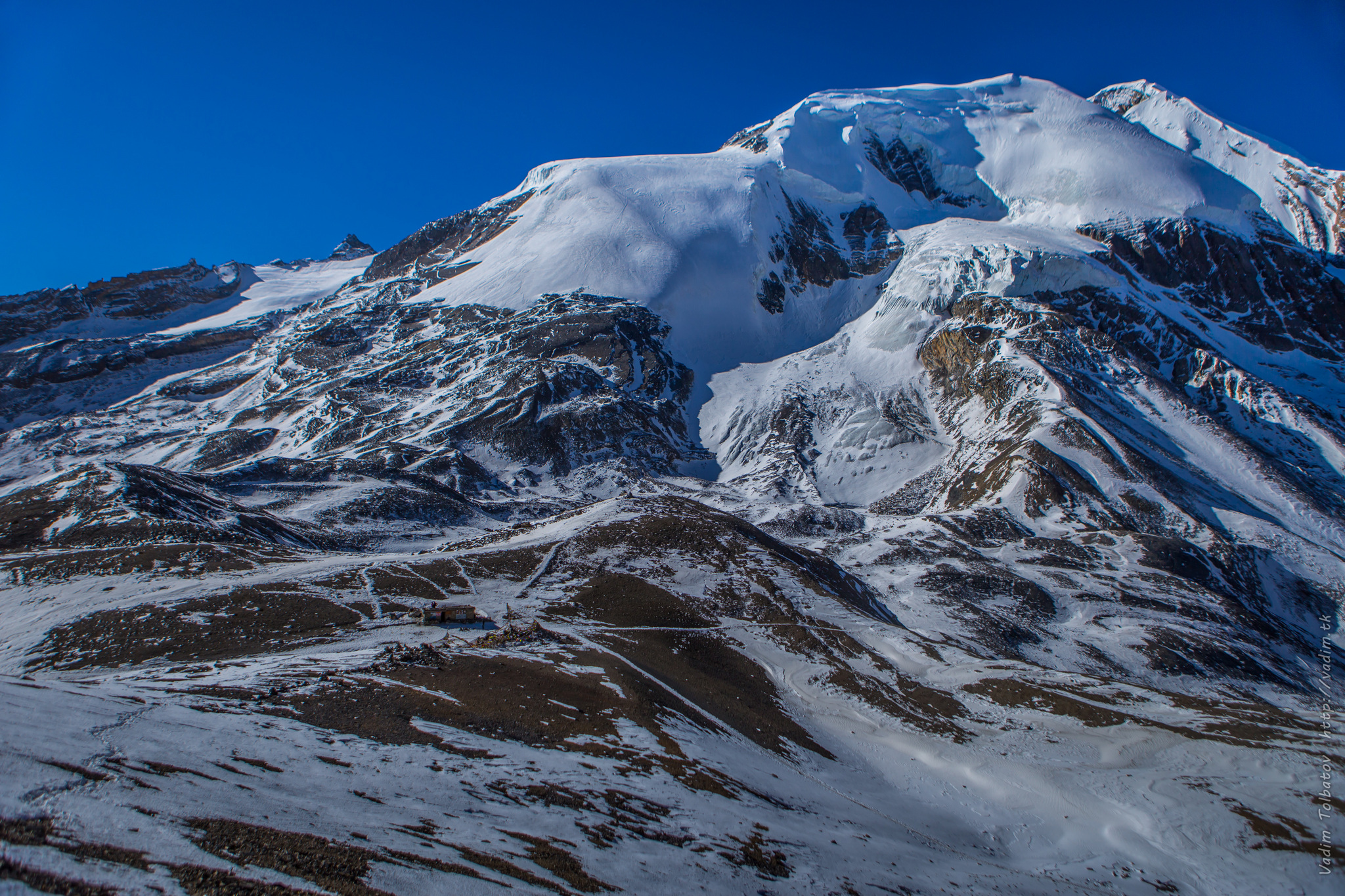
Общий вид на перевал Торонг-Ла со склона Якава-Канг (с севера)